# Jan Holderbeke
Jan Holderbeke (Kortrijk , 1959) is een voormalig Vlaams journalist en nieuwsanker bij de VRT.
Hij presenteerde van 1991 tot 1998 het Journaal en viel in 2004 nog even in voor Bavo Claes. Anno 2007 werkte hij als journalist bij Terzake.